# 風俗嬢
風俗嬢（ふうぞくじょう）とは、風俗店に勤務し性的サービスを提供する風俗店（女性）従業員の俗称。ホストクラブの貢ぎ資金稼ぎのために隠れ副業として勤務後に出勤する女性もいる。ニューハーフも含める場合がある。

## 概説
業態別にソープランドなどでは「ソープ嬢」「泡姫」、ファッションヘルス、デリバリーヘルスなどでは「ヘルス嬢」「デリヘル嬢」、SM業界においては 「SM嬢」などと呼ばれる。単に「コンパニオン」や「キャスト」などと呼ばれることもある。求人広告や店内の掲示物などでは用いられない呼称であり、女子従業員は「コンパニオン」「社交」などと表記される。逆に風俗情報誌など客の立場からは「姫」（ソープランド嬢の場合「泡姫」）とも呼ばれる。
かつて娼婦・遊女などと呼ばれてきた職業としての売春婦は現代日本では法的に禁止されている存在であり、サービスとして膣性交を行わない風俗嬢も多く、風俗嬢イコール売春婦とはいえない。風俗嬢からAV女優になったり、逆にAV女優から風俗嬢に転身したりといった業種間交流が盛んである（兼務の場合もある）。風俗嬢にとっては、アダルトビデオ出演は良い宣伝になる。
性風俗産業に従事していることは社会規範に照らすと好ましく思われないことも多く、彼氏や知人や家族などに知られること（いわゆる「顔バレ」「親バレ」など）を避けるために、雑誌や店のウェブサイトに詳しいプロフィールを載せない、顔を載せていない（いわゆる「顔出しNG」）、上記のような積極的な宣伝行為に参加しない風俗嬢も多くいる。
最近、風俗嬢を労働者として積極的にとらえ、「風俗ユニオン」などの労働組合に組織しようとする動きもある。とはいえ勤務先と雇用関係を結ぶと管理売春に該当するため雇用関係を結ぶことは基本的にできない。そのため、風俗嬢自体は業務委託の関係を持つ個人事業主である場合が殆どである。この場合、風俗嬢が客に性的サービスを行うのは店舗側の業務命令ではなく風俗嬢個人の判断であり、店舗側はその場所を提供しているに過ぎないという体裁が取られる。

## 動機・ホストやスカウトとの関連
風俗嬢となるきっかけは、「推し」や借金返済のためなどといった昼職より収入が多いから、という金銭理由が大多数を占める。特に意中の男に貢ぐ資金稼ぎために風俗を始める女性は多い。
風俗落とし
ホストも貢がせる資金を増やすために、スカウトと協力して自分を推してくれている女性を風俗落としすることが主流となっている。また、本人が恋人と思っている男性、推している担当ホストなど男性貢ぐために働くケースが見られる。ホストのために風俗嬢となっていた坂口杏里はホスト依存した経緯について、「彼に夢中になることで、母親を失った寂しさと、マスコミに叩かれることへのストレスから、一時的にでも逃避することが出来た」と語っている。そして、そのホストに対して、「彼が喜ぶことなら、なんでもしてあげよう。全力で応援しよう。」「これまでは、ずっとママに守ってもらってた。そんなあたしが、誰かの役に立ってる。あたしが育ててあげてる。もっともっと、できるかぎりのことをしてあげたい。」「あたしにできることは、全部、全部、ぜーんぶしてあげたい！ 心からそう思った」と決意していたと述べている。そして、「彼をナンバーワンにしてあげるために、シャンパンタワーをガンガンやり、何十万もする高いシャンパンをオーダーします。売り上げのいい新入りホストを蹴落とすため、誕生日会、昇格祭……と、惜しみなくお金を使います。そしてある日、貯金は尽きてしまいます。売掛もどんどん膨らんでいき、借金返済のために高級デリヘル嬢に転身、そしてついにはアダルトビデオ出演を決意します。」と風俗嬢となった流れを語っている。
昼職と異なる稼ぎの大きさへの慣れ・理由の変化
風俗嬢の生活に慣れてしまい、ほかの職業に就こうと考えても、収入が減少することを理由に躊躇する傾向が見られる。一般的にイメージされる「多額の借金を返済する」という理由は、実際には少数派である。中には20万円から30万円程度の僅かな借金を理由に風俗嬢になることを決めた例もある。ただし、「借金返済」を理由に風俗嬢をしていたのに、風俗開始後に風俗嬢業務における精神的な疲れから、ホストやメンズバーなどイケメン男性との交流へお金がかかる場に通い、貢ぎだし、その資金稼ぎのために理由が変化するケースも多々見られる。
「推し」など金銭目的以外の選択理由
このほか、SMクラブのS嬢の場合は、「趣味を楽しんだ上にお金が稼げる」という理由も見受けられる。風俗嬢の中にも「自分の価値を試したい」という理由がきっかけという女性も0ではない。ただし、働く理由について客から質問をされることは、「上から目線で好奇の目で見られていると感じる」という理由から、風俗嬢にとっては好ましくない質問のトップでもあるという。リーマン・ショック以降、性風俗のデフレ化が進み、風俗業界の単価が下がっただけでなく客数も減少し、需要と供給のバランスが崩れ、「売れない風俗嬢」だと収入が毎日働いて月15万円という例もある。かつては、容姿問わず、誰でも女性なら風俗で一定期間だけ働けば借金も完済でき、そこそこ優雅な暮らしを送れたものだったが、デフレにより客単価が大きく下がった今、専業か副業を問わず風俗嬢という職業は、女性のセーフティネットとして機能しなくなったとの意見もある。

## 感情労働者と感情管理
風俗嬢の仕事は肉体労働であると同時に、感情労働の要素も強い。感情労働とは社会学者のホックシールド(Arlie Russell Hochschild)が提唱した労働のあり方で、相手に感謝や安心の気持ちを引き起こすために、「公的に観察可能な表情や身体的表現をつくるために行う感情の管理」と定義される。
風俗嬢やホステスのような「ヒューマン・サービス」では、客の心を満たす為に、親しみを感じさせる言動や振る舞いをする。しかしサービスを提供する側も人間であるため、マナーを知らない客に苛立ったり、悲しんだりすることも当たり前にある。そうした負の感情を制し、様々な客に対していかに臨機応変に接することができるか、という点が感情を制御して労働している状態ということになる。このような労働は高度になるほど、一時の感情に振り回されず冷静に対応することが求められる。
感情労働が求められる職場では、過剰適応の状態が続くため注意が必要である。過剰適応とは、自分の気持ちを押し殺して相手に合わせる心理状態のことを指す。一見うまくいっているように見えても、内面的には全く良くない状態がつづけば、抑うつ傾向が高くなるなどメンタルヘルスにマイナスの影響が出る。過剰適応を改善するには、アサーティブな自己表現が有効とされる。アサーティブな自己表現には、自分も他人も許す、自分の感情も他人の感情も大事にする心掛け、折り合いをつける、過剰な要求は断る、などの考え方がある。

## 歴史
- 1930年代 - 廃娼運動の成果として公娼制度に対する批判意識が強まり、廃娼論が政府内でもかつてないほど高揚した反面、私娼の増加や氾濫が社会現象となり、この時期に新たなる性風俗産業の1つとしてカフェーが台頭した。実質的人身取引、前借金による年期契約に縛られる芸娼妓とは異なり、カフェーで働く女給には契約証や前借金が存在せず、生活に困窮する女性には手軽に従事することのできる高給な職として受け入れられ、男性客からは「自由意志」による疑似恋愛気分を体験できるとして人気を博した[13]。
- 1946年　GHQの指導により遊女が禁止。戦前までは、遊女の項目を参照。
- 1947年 - 1958年　遊女が禁止された後、ダンサーやパンパンが出現し、公然と売春行為が問題化、赤線地域の治安悪化が大きく社会問題として扱われ、多く新聞やラジオ等のメディアが多く扱うようになる。
- 1958年 - 1965年　売春防止法が成立。多くの娼館が料亭、カフェーへと姿を変え、隠れて売春する若い女性が出現し、問題化。公安委員会が一斉捜査を行い、20代から30代の女性（36,000人）、未成年の少女（14 - 19歳）を保護。婦人補導院、女子少年院、感化院に送致。ピンクサロンも出現し、多様化する。
- 1966年 - 1977年　トルコ風呂（現在のソープランド）、ノーパン喫茶が京都に出現し、ブームになる。
- 1978年 - 1989年　ダイヤルQ2、テレクラが出現し、ブームになったものの問題が起きやすくなる。新宿歌舞伎町ラブホテル連続殺人事件が発生。
- 1990年 - 2001年　出会い系サイト、援助交際が出現、発生し、問題化。家出少女が多く発生するようになる。
- 2002年 - 2011年　出会い喫茶が出現する。未成年の少女の利用が問題化する。

## 有名な風俗嬢
- アボット
- かなた美緒
- 水嶋かおりん
- 紅子
- 山口珠理
- 涼森れむ
- 蓮実クレア
- 菜摘ひかる
- 乙葉ななせ[14]
- 槙いずな[15][16]
- 桜井風花
- 長谷川瞳